# Pani câ mèusa
Le pani câ mèusa (, en sicilien : « pain avec la rate », italianisé en pane con la milza) est un plat italien originaire de la ville de Palerme, en Sicile, une sorte de sandwich à base de poumon de veau et de rate et parfois de fromage. 

## Origines
L'origine de ce panino remonterait au Moyen Âge et il viendrait des Juifs de Palerme.

## Caractéristiques
Le pani câ mèusa est un plat populaire « de rue » typique de Palerme. Il se compose d'un pain doux localement appelé vastedda ou vastella, parfumé au sésame, farci au poumon de veau haché et de rate préalablement bouillie et frite dans du saindoux. Sur demande, on peut ajouter aussi du caciocavallo ou de la ricotta, dans ce cas le pani câ mèusa est dit maritatu (« marié ») contrairement au pani câ mèusa simple dit schettu (« célibataire »),,.
Le pani câ mèusa est principalement vendu par des colporteurs, appelés localement meusari, dans les principaux marchés de Palerme comme ceux de Vucciria et de Ballarò.